# Semen Zabołotny
Semen Zabołotny, ukr. Семен Заболотний (ur. w 1892 lub 1894 r. we wsi Triduby lub Obżyla guberni chersońskiej, zm. w lutym 1922 r.) – ukraiński wojskowy (pułkownik), ataman Czarnomorskiego Powstańczego Wojska Kozackiego.
Ukończył szkołę sadowniczą. Następnie służył w armii rosyjskiej jako podoficer lejbgwardii pułku konnego. Brał udział w I wojnie światowej. Po rewolucji lutowej 1917 r. stanął na czele ruchu chłopskiego powiatu bałckiego. Był jednym z inicjatorów rozdzielania ziemi między miejscowych chłopów. Po objęciu władzy na południowej Ukrainie przez bolszewików zaczął tworzyć przeciwko nim w II poł. 1919 r. kozacki ruch powstańczy. Walczył też z Białymi. Objął w stopniu pułkownika dowództwo Pułku Czarnych Hajdamaków. Na pocz. 1920 r. jego oddziały oczyściły prawie cały powiat bałcki z wojsk gen. Antona I. Denikina. Następnie stanął na czele zorganizowanej przez siebie Brygady Naddnieprzańskiej 4 Dywizji Powstańczej Armii Czynnej URL. Jednocześnie dowodził wszystkimi kozackimi oddziałami powstańczymi działającymi na obszarze odeskiej i południowej części guberni podolskiej. Podczas I marszu zimowego wojsk ukraińskich pośredniczył w kontaktach między gen. Mychajłem Omelianowiczem-Pawlenką i gen. Jurko Tiutiunnykiem a Semenem Petlurą. 
Po ponownym objęciu władzy na południowej Ukrainie przez bolszewików z oddziałów powstańczych utworzył Czarnomorskie Powstańcze Wojsko Kozackie, stając na jego czele. Został jednocześnie dowódcą jednego z najsilniejszych oddziałów Wojska. Bolszewikom udało się wprowadzić do niego swojego agenta Dmitrija Buźkę. Latem 1921 r. oddział S. Zabołotnego poniósł bardzo poważne straty. Atamanowi wraz z niewielką grupą podkomendnych, wśród których był D. Buźko, udało się wyrwać z okrążenia i ukryć w lasach. Jednakże napór oddziałów bolszewickich był tak duży, że ludzie S. Zabołotnego byli zmuszeni stale przemieszczać się, zmieniać miejsca ukrycia, unikać starć z wojskiem. Dzięki sieci agenturalnej w terenie bolszewikom udało się pomimo tego namierzyć powstańców. Został za nimi posłany tzw. oddział pościgowy, który zaatakował obozowisko powstańców. Ponownie udało się atamanowi i kilku powstańcom zbiec (znowu był wśród nich D. Buźko). Zimą 1922 r. bolszewicy zastosowali nową taktykę, aby namierzyć atamana S. Zabołotnego, a mianowicie zaczęli rozstrzeliwać chłopów. W tej sytuacji 7 lutego 1922 r. sam wydał się on w ich ręce, po czym natychmiast został zabity.